# Emmanuel Noterman
Pour les articles homonymes, voir Noterman.
Emmanuel Noterman (né le 6 avril 1808 à Audenarde et mort le 14 mai 1863 à Anvers) est un peintre et graveur belge. Il est connu pour ses scènes de genre, en particulier ses scènes avec des singes se livrant à des activités humaines (les « singeries »), ainsi que pour ses peintures de chiens.

## Biographie
Emmanuel Noterman naît à Audenarde le 6 avril 1808, étant fils d'un peintre décorateur. Il est d'abord formé au métier de la dorure. Le jeune Emmanuel reçoit les premières notions artistiques de son grand-père maternel, Bernard Durieux, avocat et peintre amateur,. Noterman a poursuivi ses études d'art à l'Académie royale des beaux-arts de Gand sous la direction de Jean Baptiste Louis Maes (nl). Il se consacre d'abord au portrait à Grammont, puis à Bruxelles et enfin à partir de 1835 à Anvers, où, sous la direction et avec les conseils de Pierre Kremer, il se tourne vers la peinture de scènes de genre. Il obtient un certain succès avec ses scènes humoristiques. Noterman envoie ses peintures dans divers salons belges et est félicité pour sa contribution au Salon de Bruxelles de 1836 avec une composition intitulée Préparations pour le bal masqué.
En 1846, Noterman dirige un atelier d'élèves à l'Académie d'Anvers, sans en être un professeur attitré. Il forme néanmoins quelques étudiants, dont les plus connus sont François Lamorinière, Ernest Slingeneyer et Jan Stobbaerts,,. Son frère cadet Zacharie Noterman a également étudié la peinture et la gravure à l'eau-forte avec Emmanuel. Comme son frère, Zacharie s’établit comme un artiste animalier et se spécialise notamment dans les singeries.
À l'instar de nombreux artistes anversois tels Joseph Lies et Ernest Slingeneyer, Noterman est devenu membre de la loge des francs-maçons « La Persévérance ».

Œuvres de Noterman
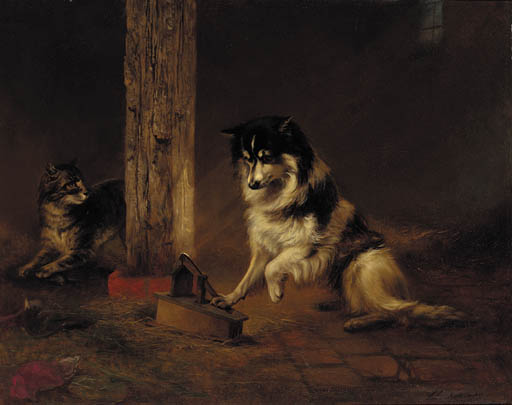
Travail d'équipe, 1867, coll. privée.
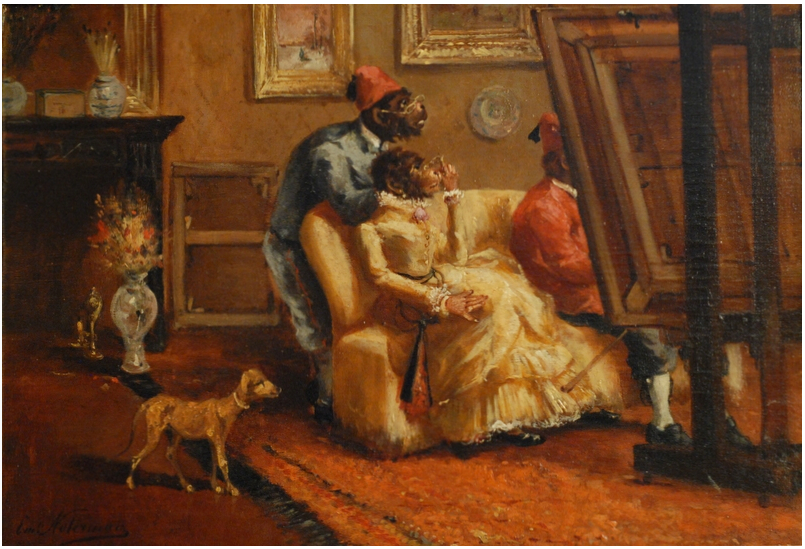
Les experts d'art, entre 1828 et 1863, San Miguel Art Collections.
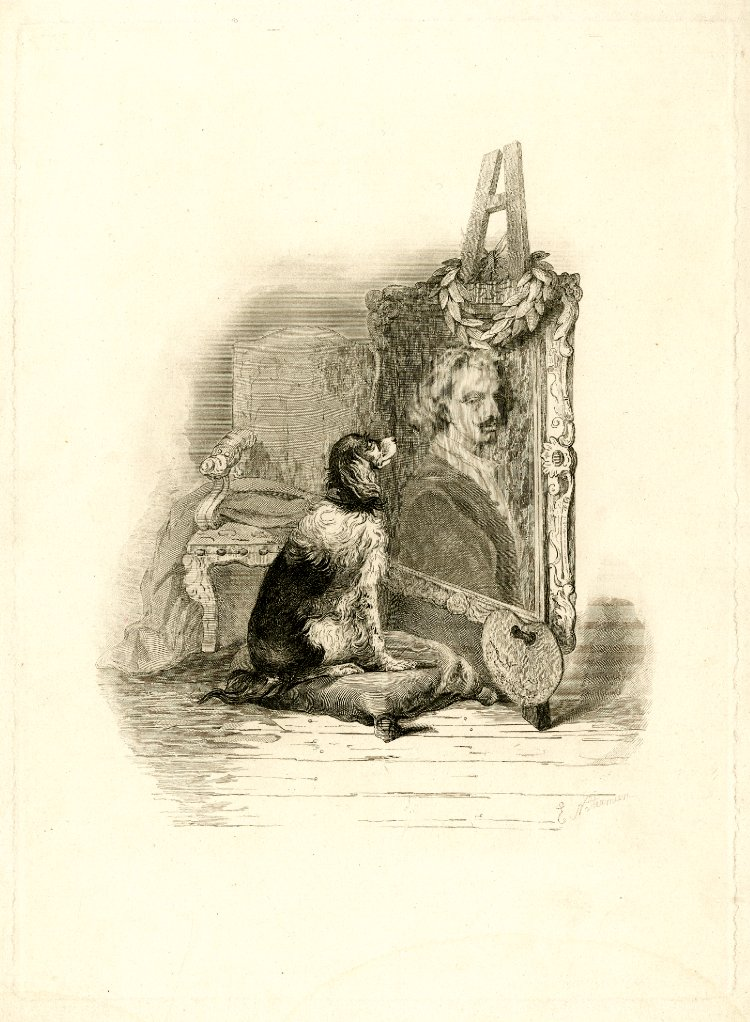
Portrait d'Antoine van Duck, eau-forte, entre 1823 et 1863, British Museum.
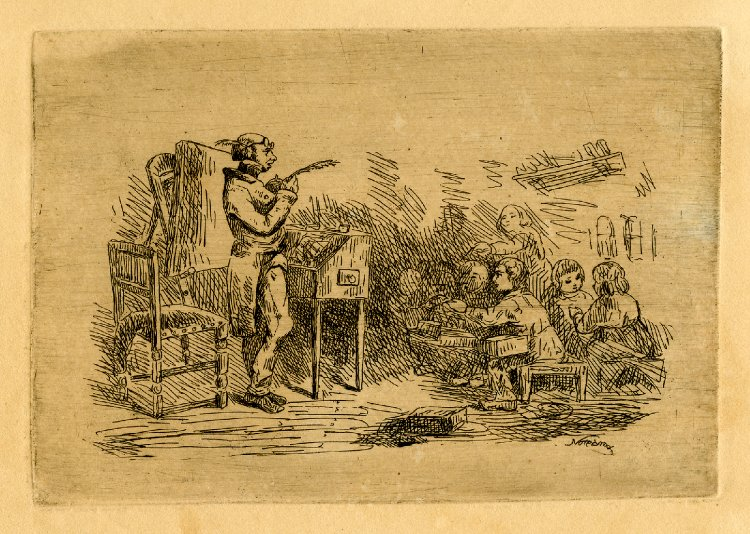
Le Maître d'école, eau-forte, 1840, British Museum.

## Œuvre
Emmanuel Noterman a commencé à peindre des portraits, mais s'est rapidement tourné vers les scènes de genre, puis les peintures d'animaux. Ses représentations de charts et de chiens étaient particulièrement appréciées,,.
Il a créé un certain nombre de singeries, peintures et gravures de singes se livrant à des activités humaines. Les singes étaient souvent vêtus de costumes qui ajoutaient de la comédie à leur façon de singer des actions humaines spécifiques (souvent des vices) ou d'une occupation. Noterman a parfois peint les animaux dans les paysages du peintre paysagiste anversois François Lamorinière,.
Noterman est l'auteur de plusieurs gravures.